# بيروزغ (دشت روم)
بيروزغ (بالفارسية: پیروزگ) هي قرية تقع في إيران في قسم دشت روم الريفي. يقدر عدد سكانها بـ 82 نسمة بحسب إحصاء 2016.